# Barreiras do Piauí
Barreiras do Piauí est une municipalité brésilienne située dans l'État du Piauí.